# ATP de Ho Chi Minh
O ATP de Ho Chi Minh – ou Ho Chi Minh City Open – foi um torneio de tênis masculino, na categoria ATP International Series, que aconteceu em 2005, em Ho Chi Minh, no Vietnã.

## Finais

### Simples
| Ano  | Campeão        | Vice-campeão   | Resultado |
| ---- | -------------- | -------------- | --------- |
| 2005 | Jonas Björkman | Radek Štěpánek | 6–3, 7–64 |

### Duplas
| Ano  | Campeões                               | Vice-campeões                  | Resultado      |
| ---- | -------------------------------------- | ------------------------------ | -------------- |
| 2005 | Lars Burgsmüller Philipp Kohlschreiber | Ashley Fisher Robert Lindstedt | 5–63, 6–4, 6–2 |